# Le Pas-Saint-l'Homer
Le Pas-Saint-l'Homer is een gemeente in het Franse departement Orne (regio Normandië) en telt 121 inwoners (2009). De plaats maakt deel uit van het arrondissement Mortagne-au-Perche.

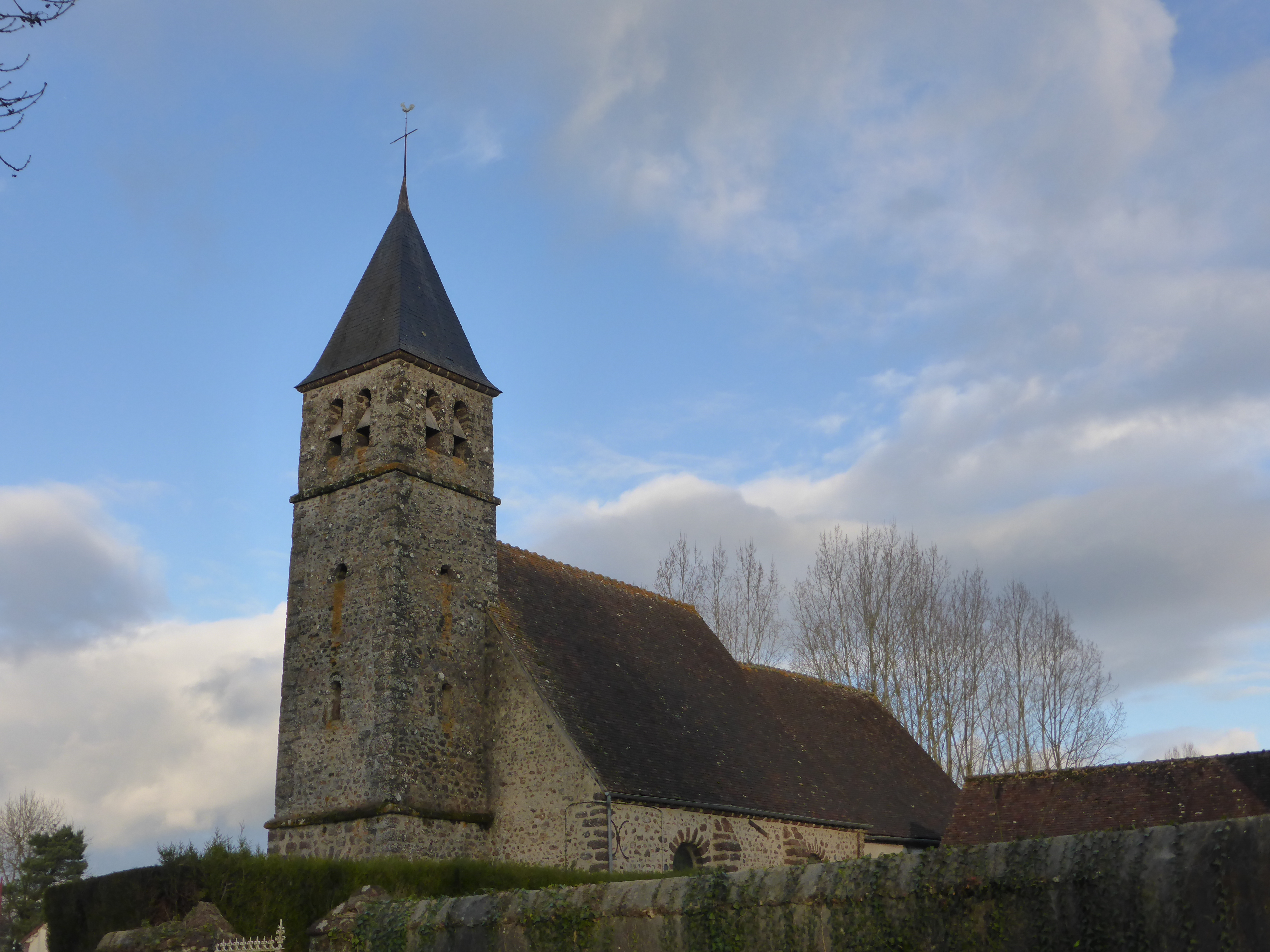
Kerk van St Laumer

## Geografie
De oppervlakte van Le Pas-Saint-l'Homer bedraagt 9,6 km², de bevolkingsdichtheid is dus 12,6 inwoners per km².
De onderstaande kaart toont de ligging van Le Pas-Saint-l'Homer met de belangrijkste infrastructuur en aangrenzende gemeenten.

## Demografie
Onderstaande figuur toont het verloop van het inwonertal (bron: INSEE-tellingen).